# 足利市立第三中学校
足利市立第三中学校（あしかがしりつ だいさんちゅうがっこう）は、栃木県足利市常盤町にある公立中学校。通称は「三中」。

## 教育方針
- 教育目標
  - より確かに より豊かに より逞しく

## 生徒会活動
専門委員会
- 評議委員会
- 企画委員会
- 生活委員会

- 安全委員会
- 体育委員会
- 図書委員会
- 給食委員会

- 保健委員会
- 編集委員会
- 放送委員会

- 合唱委員会
- 選挙管理委員会

## 部活動
- 男子バレー部
- バドミントン部
- 女子テニス部
- 女子バスケ部
- 卓球部
- 吹奏楽部
- 美術部

## 通学区域
通学区域は以下の通りである。
足利市
- 大町の一部
- 伊勢町1丁目の一部、2丁目
- 伊勢町3丁目の一部、4丁目
- 相生町
- 大橋町2丁目の一部
- 助戸1-3丁目

- 助戸仲町
- 助戸東山町
- 久松町
- 芳町
- 花園町
- 弥生町

- 真砂町
- 常盤町
- 千歳町
- 錦町
- 猿田町

- 寿町
- 宮北町
- 若草町
- 岩井町
- 大月町の一部

## 交通
- JR両毛線 足利駅より約1.5km
- 足利市生活路線バス中央循環線 警察署北バス停より約430m